# Alfred Shaw
Alfred Shaw (* 29. August 1842 in Burton Joyce, Vereinigtes Königreich; † 16. Januar 1907 in Gedling, Vereinigtes Königreich) war ein englischer Cricketspieler und Kapitän der englischen Nationalmannschaft, für die er zwischen 1877 und 1882 spielte.

## Aktive Karriere
Seine erste First-Class-Begegnung bestritt er 1864 für Nottinghamshire. Er konnte sich in der Folge etablieren, unter anderem in den wichtigen Gentleman-v-Player-Spielen. Durchsetzen konnte er sich dann ab den 1870er Jahren, wo er sich zum besten Slow-Bowler Englands entwickelte. Er wurde dann von James Lillywhite für die Tour in der Saison 1876/77 in Australien ausgewählt und war damit Teil des englischen Teams bei den ersten beiden Spielen, die im Nachhinein als Test-Match klassifiziert wurden. Bei seinem Debüt erzielte er dabei insgesamt acht Wickets (3/51 und 5/38). In der Saison 1880 war er Teil des Teams, das die erste Heimbegegnung gegen Australien absolvierte, bevor er dann als Kapitän das Team in der Saison 1881/82 nach Australien führte. Dort konnte er eher als Batter als als Bowler überzeugen und die Serie ging 2–0 verloren. Er spielte in der Folge weiter First-Class-Cricket für Nottinghamshire und Sussex.

## Nach der aktiven Karriere
Er betätigte sich in der Folge als Tour-Organisator des englischen Cricket-Teams und leitete drei weitere Touren nach Australien. Auch organisierte er die erste Tour der später als British and Irish Lions bekanntgewordenen Tour nach Neuseeland und Australien im Rugby Union. Auch betätigte er sich als Umpire im Cricket, bis er sich in der Saison 1905 bei schlechter Gesundheit kaum noch durch seine Aufgaben kämpfen konnte. Im Folgejahr wurde er dann nicht mehr berücksichtigt. Im Januar 1907 verstarb er dann nach langer Krankheit.